# 돌발홍수

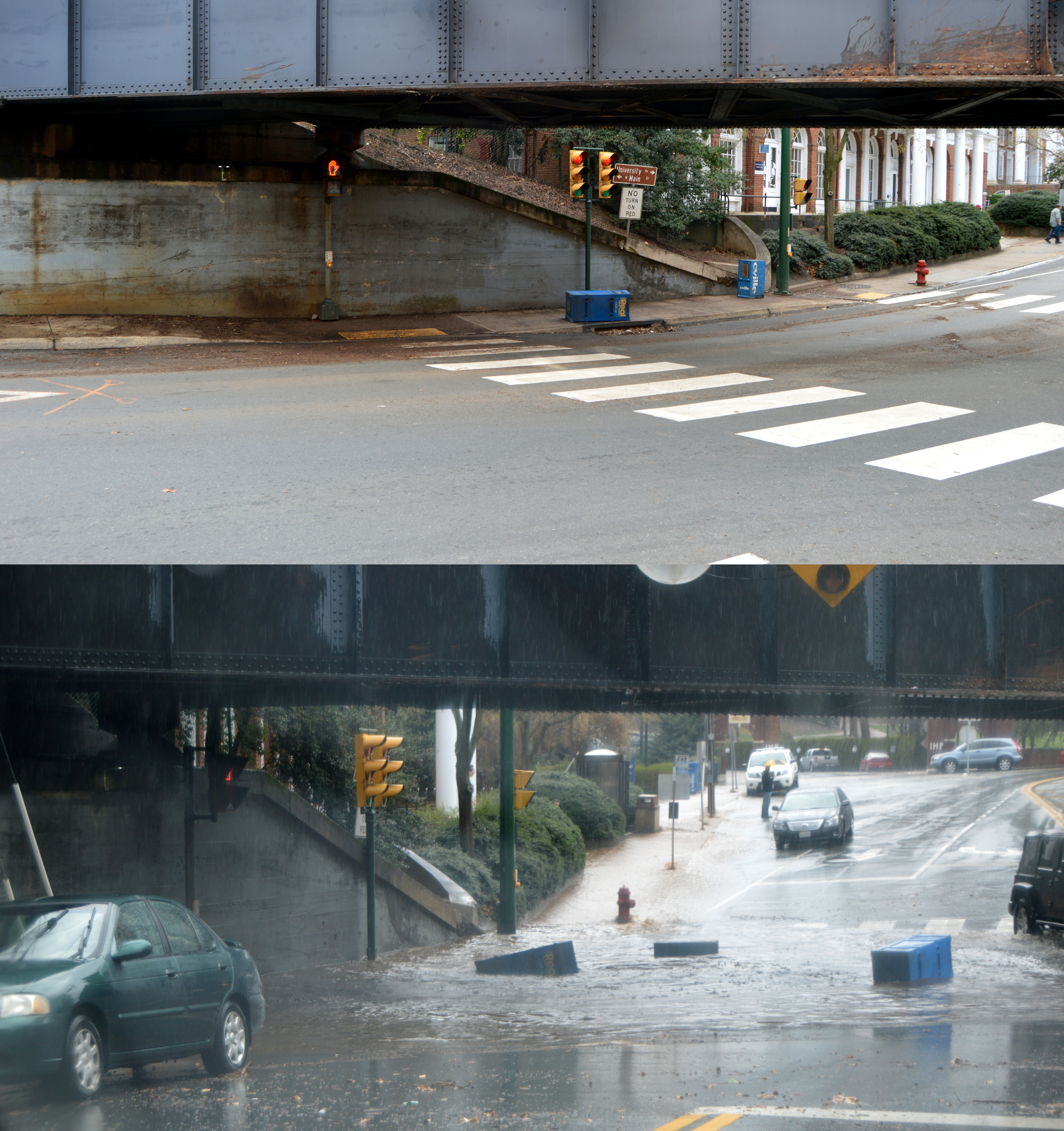

돌발홍수 또는 플래시 플러드(flash flood)는 저지대(세척지, 강, 건호, 함몰지)에 급속히 범람하는 것을 말한다. 심한 뇌우, 허리케인, 열대 폭풍과 관련된 폭우로 인해 발생할 수도 있고, 얼음이나 눈이 녹은 물이 빙상이나 설원 위로 흐르는 경우도 있다. 돌발 홍수는 1889년 존스타운 홍수 이전에 발생한 것처럼 자연 얼음이나 잔해 댐 또는 인공 댐과 같은 인간 구조물이 붕괴된 후에도 발생할 수 있다. 돌발 홍수는 더 짧은 기간을 가짐으로써 일반 홍수와 구별된다. 강수량과 홍수 발생 사이의 시간이 6시간 이상이다.
돌발 홍수는 미국에서 번개, 토네이도, 허리케인보다 평균적으로 더 많은 사망자를 발생시키는 심각한 위험이다. 돌발홍수는 또한 범람원에 대량의 퇴적물을 퇴적시킬 수 있으며 빈번한 홍수 조건에 적응하지 못한 식생 피복을 파괴할 수 있다.

## 같이 보기
- 인명구조
- 폭풍해일
- 익사